# Будкевич, Инга Николаевна
И́нга Никола́евна Будке́вич (род. 31 марта 1936, Москва) — советская и российская актриса театра и кино.

## Биография
Инга Будкевич родилась 31 марта 1936 года в Москве в семье военнослужащего. В 1954 году окончила Московскую среднюю школу № 45, а затем актёрский факультет Всесоюзного государственного института кинематографии (1954—1959, курс Михаила Ромма и Владимира Белокурова).
С 1959 по 1967 годы Инга Будкевич работала актрисой Театра-студии киноактёра и одновременно — артисткой речевого жанра творческого коллектива «Глазами молодых» при ВГКО.
С 1967 года Инга Будкевич состояла в штате киностудии им. М. Горького.

## Семья
Отец — Николай Тарасович Будкевич, военнослужащий.
Мать — Мария Алексеевна Будкевич.
Первый муж (с 1956 по 1980 год) — Эдуард Константинович Изотов (1936—2003), советский актёр театра и кино, известный советским зрителям ролью Иванушки в фильме кинорежиссёра Александра Роу «Морозко» (1964), брак с которым продлился 24 года, но в последние годы носил формальный характер.
- Дочь — Вероника Эдуардовна Изотова (род. 1960), советская и российская актриса кино.
  - Внучка — Дина Бубенцова (род. 1984)

Второй муж (с 1980 по 2025 год)  — Юрий Матвеевич Мастюгин (1937—2025), кинорежиссёр.

## Карьера в кино
Свою первую главную роль в кино Инга Будкевич сыграла на последнем курсе ВГИКа у режиссёра Феликса Миронера в фильме «Улица молодости» (1958). Знаменательной стала роль невесты Виктора Туза Ульяны в комедии Максима Руфа «Ссора в Лукашах» (1959). Сложившееся в этот актёрский период амплуа актрисы — лирические героини и характерные роли.
Распространённое мнение, что после рождения дочери актриса до начала 1970-х годов в кино не снималась, не соответствует действительности. В этот период Инга Будкевич сыграла более чем в 10 фильмах, исполнив в них несколько лучших своих ролей, в том числе:
- Игорева в производственной драме «Битва в пути» (1961);
- Инга Ротмирова в киноэпопее «Щит и меч» (1968) режиссёра Владимира Басова;
- тётка Марина в короткометражном фильме «Когда казаки плачут» (1963) режиссёра Евгения Моргунова.

В 1970-е годы актриса сыграла другие знаменательные кинороли: Вассы в военной драме «Кочующий фронт» (1971) режиссёра Бараса Халзанова, и Христины Нагнибеды в исторической драме режиссёров Николая Гибу и Леонида Проскурова «Гнев» (1974) о Татарбунарском восстании в Южной Бессарабии.

## Фильмография
- 1956 — Карнавальная ночь — эпизод
- 1957 — Четверо — медсестра
- 1958 — Улица молодости — Нина Чепурная  (в титрах И. Буткевич)
- 1959 — Ссора в Лукашах — Ульяна Котова
- 1959 — Любовью надо дорожить — Зина
- 1959 — В степной тиши — колхозница
- 1959 — Аннушка — маляр
- 1960 — Русский сувенир — стюардесса
- 1961 — Битва в пути — Игорева
- 1963 — Когда казаки плачут — тётка Марина
- 1964 — Негасимое пламя — строитель
- 1965 — Звонят, откройте дверь — продавец
- 1966 — Берегись автомобиля —  покупательница
- 1967 — Журналист — девушка с газетой
- 1968 — Щит и меч — Инга Ротмирова, помощница Сорокина
- 1968 — Переходный возраст — дама с собачкой
- 1968 — Огонь, вода и… медные трубы — Царевна
- 1968 — Журавушка — Маринка доярка
- 1969 — Рудольфио — мать Ио
- 1969 — Воскресенье на выселках — Мария-волоокая
- 1969 — Варвара-краса, длинная коса — 2-я нянька
- 1971 — У нас на заводе — Полина Андреевна
- 1971 — В старом автобусе — Дама
- 1971 — Кочующий фронт — Васса
- 1971 — Как стать мужчиной (киноальманах) — парикмахер
- 1971 — Звёзды не гаснут — секретарь
- 1971 — Достояние республики — чекистка (в титрах И. Буткевич)
- 1971 — Вся королевская рать — секретарь президента
- 1971 — У нас на заводе — Полина Андреевна
- 1972 — Руслан и Людмила — царская мамка
- 1972 — Огоньки — крестьянка
- 1972 — Красно солнышко — Николаевна
- 1973 — Ни слова о футболе — мама Бузулукова
- 1973 — Капля в море — мама Аллы
- 1973 — Возле этих окон — жена «Хмурого»
- 1974 — Твёрдая порода — Тася
- 1974 — Скворец и Лира — светская дама
- 1974 — Гнев — Кристина Нагнибеда
- 1975 — Шторм на суше — барыня
- 1975 — Когда наступает сентябрь — стюардесса
- 1975 — В ожидании чуда
- 1976 — Просто Саша — врач
- 1976 — Принцесса на горошине — маркиза
- 1976 — Пока бьют часы — придворная дама (в титрах – И. Буткевич)
- 1976 — 12 стульев (4 серия) — кассирша на пристани
- 1978 — По улицам комод водили (новелла «Грабёж среди бела дня») — свидетельница
- 1979 — Сыщик — мама Нины
- 1979 — Старые долги — партийный работник
- 1979 — С любимыми не расставайтесь — отдыхающая на базе отдыха
- 1979 — Выгодный контракт — журналистка «Ньюсдей»
- 1980 — Однажды двадцать лет спустя — директор магазина
- 1980 — Карл Маркс. Молодые годы
- 1981 — Девушка и море — Лия
- 1981 — Хочу, чтоб он пришёл — соседка
- 1981 — Карнавал — секретарь приёмной комиссии
- 1981 — В начале игры — врач команды
- 1982 — Солнечный ветер — корреспондентка
- 1982 — Профессия — следователь — Мария Сергеевна
- 1982 — Похождения графа Невзорова — вдова полковника
- 1983 — Из жизни начальника уголовного розыска — Лена, начальник автобазы
- 1984 — Приходи свободным — жена Лозованова
- 1984 — Время и семья Конвей — Хэзел в зрелом возрасте
- 1985 — Танцы на крыше — Аллочка, жена геолога
- 1986 — Пётр Великий (США) — сваха Петра
- 1986 — Голова Горгоны — Зина
- 1988 — Белые вороны — администратор гостиницы
- 1989 — Любовь с привилегиями — регистратор ЗАГСа
- 1990 — Сестрички Либерти
- 1991 — Линия смерти — смотрительница выставки
- 1992 — Чёрный квадрат — капитан милиции
- 1992 — Ричард Львиное Сердце
- 1992 — Давайте без фокусов! — секретарь Ивана Петровича
- 1993 — Шиш на кокуй! — Раиса Ганнибаловна
- 1993 — Рыцарь Кеннет
- 1993 — Русская певица — соседка
- 1993 — Полнолуние — мама Стаси
- 1995 — Одинокий игрок — секретарша
- 1998 — Сибирский спас
- 2004 — Надежда уходит последней